# Оздилек, Эмин Фахреттин
Эмин Фахреттин Оздилек (тур. Emin Fahrettin Özdilek; 1898, Бурса, Хюдавендигар — 13 марта 1989, Анкара) — турецкий военный и государственный деятель. Одна из ключевых фигур государственного переворота 1960 года. Член Комитета национального единства — хунты, взявшей власть в Турции после переворота, занимал ряд министерских постов в правительстве КНЕ. В октябре-ноябре 1961 года — исполняющий обязанности премьер-министра Турции (1961).

## Биография
Родился в 1898 году в Бурсе. Окончил среднюю школу с военным уклоном в Эдирне. В 1916 году поступил на службу в армию, в следующем году получил чин лейтенанта. Воевал на Кавказе в рядах Кавказской исламской армии, участвовал в Войне за независимость Турции и в частности на её западном фронте.
В 1936 году окончил Военную академию. С 1958 по 1960 годы был командующим 1-й армии. В 1959 году ему было присвоено звание генерала армии.
Участвовал в государственном перевороте 1960 года. После переворота вошёл в состав Комитета национального единства (КНЕ), одновременно стал министром обороны и заместителем премьер-министра (премьером и президентом Турции стал председатель КНЕ Джемаль Гюрсель). Вскоре был перемещён на пост министра внутренних дел, оставшись одновременно заместителем премьера. Выступал против организованного Гюрселем судебных процессов над Джелялем Баяром, Аднаном Мендересом и другими функционерами свергнутого режима Демократической партии.
30 октября 1961 года в Турции вступила в силу новая конституция, по которой Гюрсель стал президентом, а Оздилек — исполняющим обязанности главы правительства до новых парламентских выборов. В ноябре 1961 год Оздилек передал власть лидеру победившей на выборах Республиканской народной партии Исмету Инёню и ушёл в отставку.
После ухода из правительства стал пожизненным членом Сената республики. Оставался им вплоть до государственного переворота 1980 года, упразднившего Сенат. На парламентских выборах 1983 года был избран депутатом Великого национального собрания Турции (ВСНТ) от Коньи, представлял Народную партию. Председательствовал на первом заседании ВСНТ как старейший депутат. Скончался 13 марта 1989 года в Анкаре.